# Onobrychis komarovii
Onobrychis komarovii är en ärtväxtart som beskrevs av Aleksandr Alfonsovitj Grossgejm. Onobrychis komarovii ingår i släktet esparsetter, och familjen ärtväxter. Inga underarter finns listade i Catalogue of Life.